# Penaeaceae
Die Penaeaceae sind eine Pflanzenfamilie in der Ordnung der Myrtenartigen (Myrtales). Die etwa 30 Arten kommen im östlichen und südlichen Afrika und auf St. Helena vor. Das Zentrum der Artenvielfalt ist die Capensis.

## Beschreibung und Ökologie

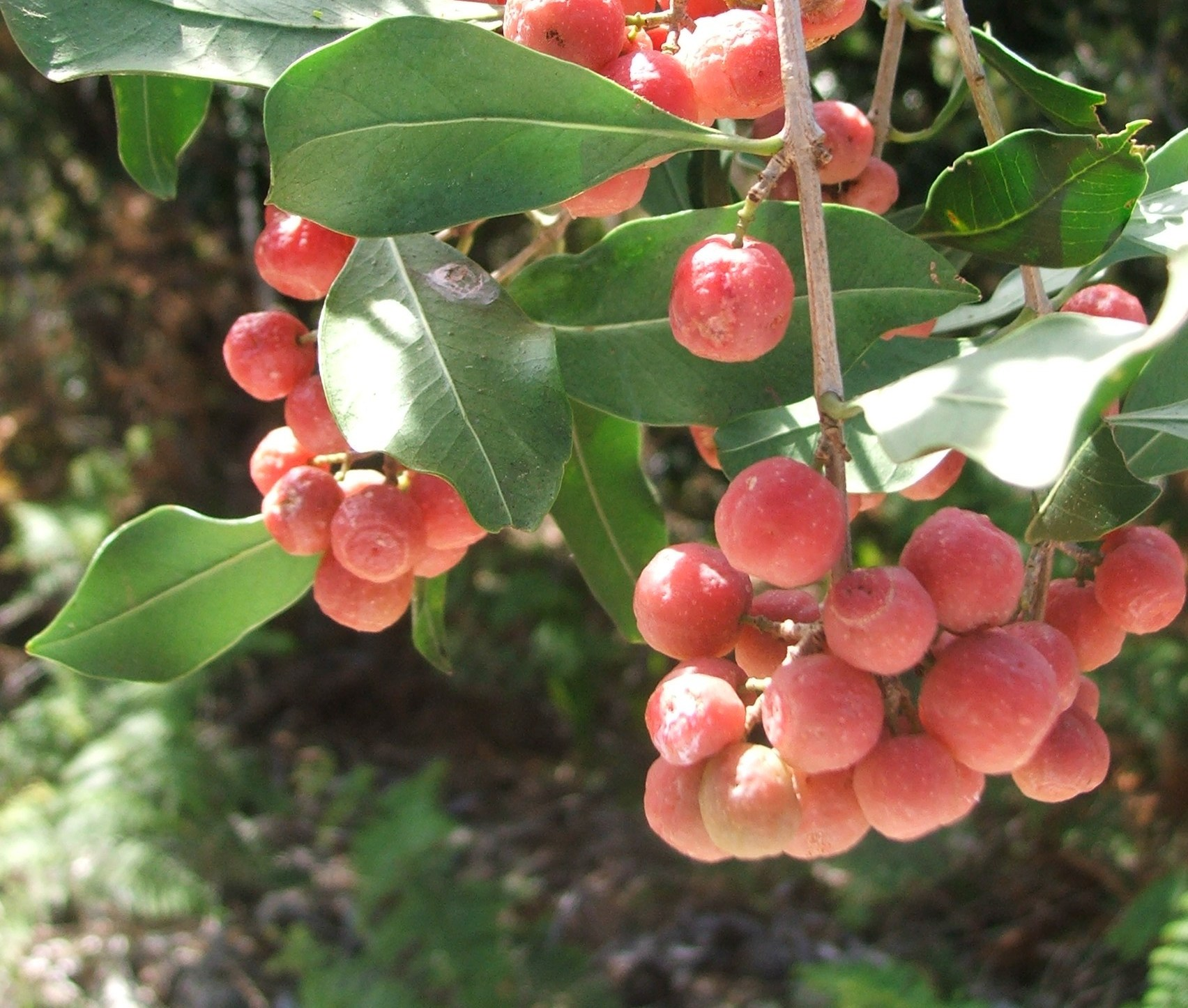
Zweig mit Laubblättern und Früchten von Olinia emarginata

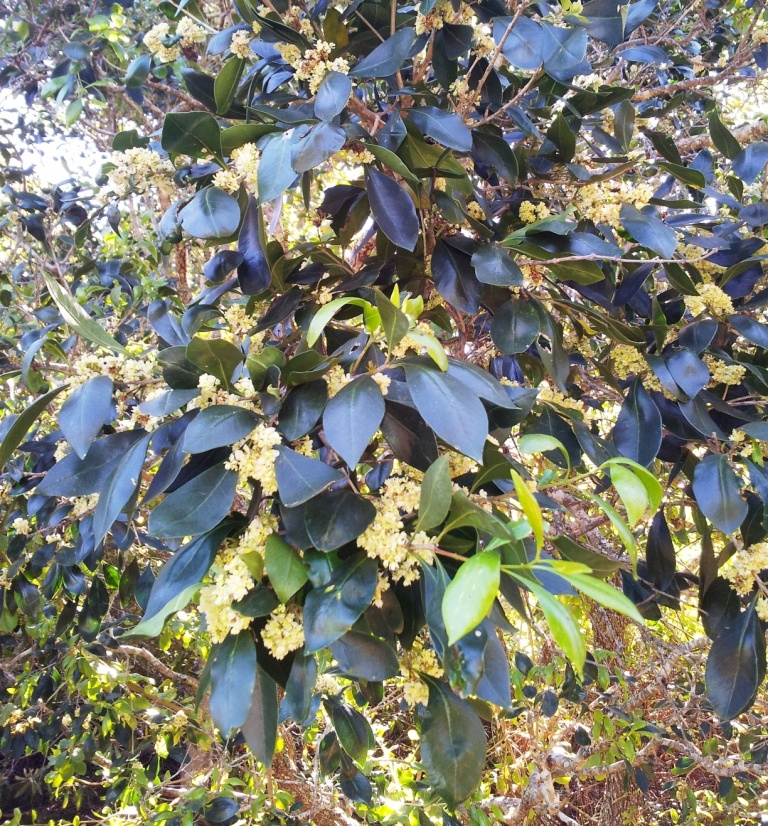
Tribus Olinieae: Zweig mit Laubblättern und Blütenständen von Olinia ventosa

Bei den Arten der Familie handelt es sich immergrüne Sträucher, meist sind sie klein und erikoid, seltener um Bäume. Die einfachen, ledrigen Laubblätter sind wie bei den meisten anderen Myrtenartigen gegenständig, es gibt aber hier Taxa mit quirlig angeordneten Blättern. Die Blattränder sind glatt. Nebenblätter sind vorhanden oder fehlen.
Die Blüten stehen einzeln oder in rispigen bis zymösen Blütenständen zusammen. Die zwittrigen Blüten sind radiärsymmetrisch und vier bis fünfzählig mit einfacher oder doppelter Blütenhülle. Ein Blütenbecher ist manchmal vorhanden. Es sind vier oder fünf Blütenhüllblätter pro Kreis vorhanden. Es ist nur ein Kreis mit vier oder fünf freien, fertilen Staubblättern vorhanden, mit kurzen Staubfäden. Vier bis fünf Fruchtblätter  sind zu einem oberständigen Fruchtknoten verwachsen. In jeder Blüte gibt es nur einen Griffel mit einer kopfigen oder vier bis fünflappigen Narbe.
Nur bei Olinia werden Steinfrüchte, bei den anderen Gattungen werden Kapselfrüchte gebildet. Die Samen besitzen meist ein Elaiosom. Bei vielen Arten werden die Samen durch Ameisen ausgebreitet (Myrmekochorie).
Die Chromosomengrundzahl beträgt x = 10.

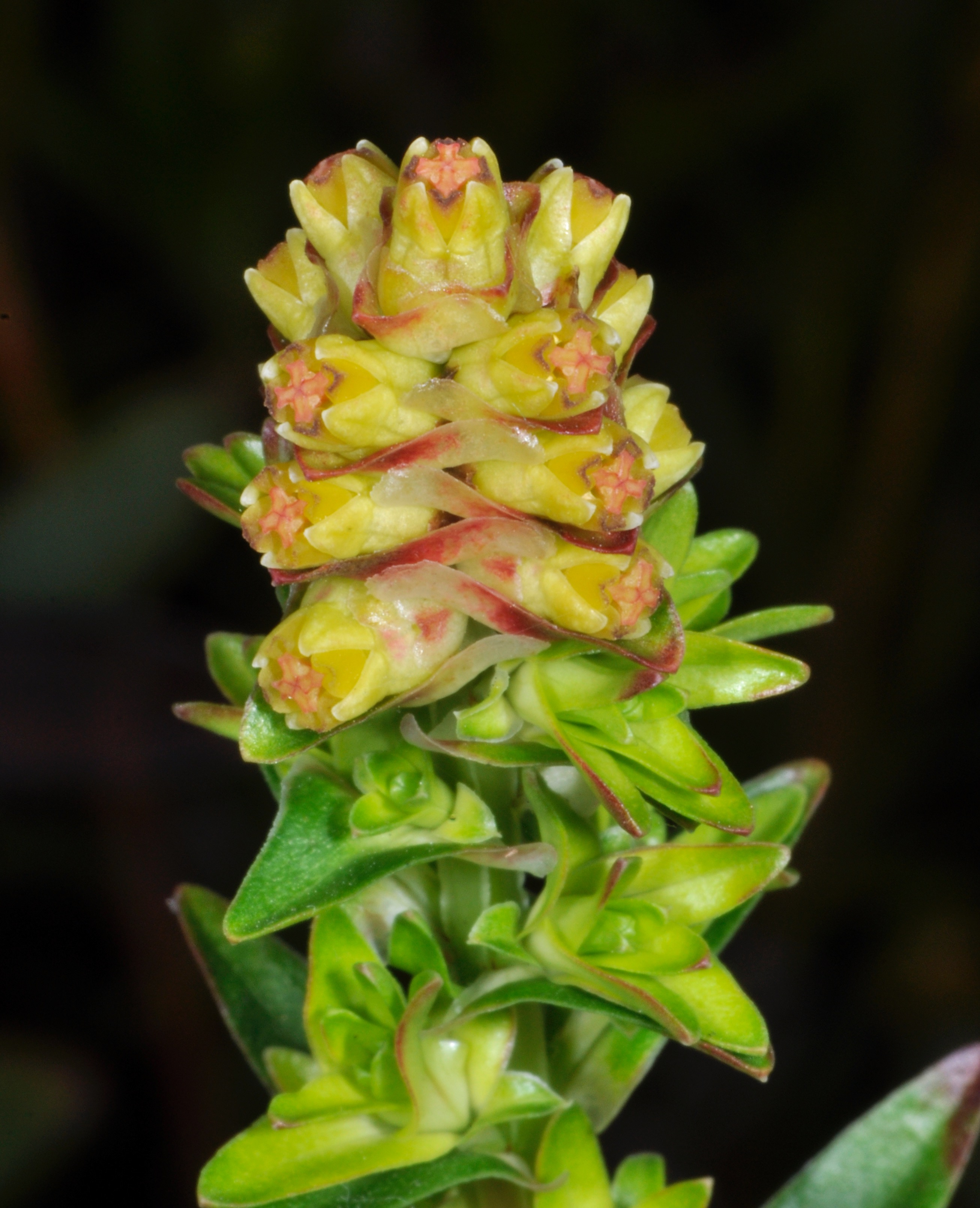
Tribus Penaeeae: Penaea cneorum

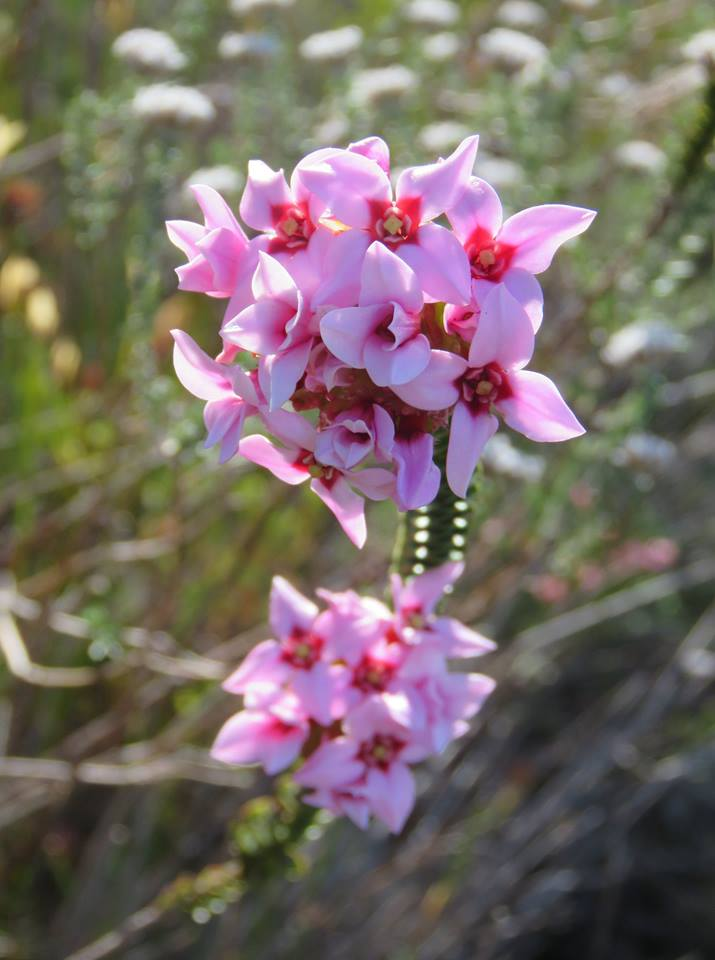
Tribus Penaeeae: Sonderothamnus speciosus

## Systematik und Verbreitung
Die Familie Penaeaceae wurde 1828 durch Robert Sweet in Jean Baptiste Antoine Guillemin: Dictionnaire classique d'histoire naturelle, 13, S. 171 aufgestellt. Typusgattung ist Penaea L. Die zwei Gattungen Olinia und Rhynchocalyx der monogenerischen Familien Rhynchocalycaceae L.A.S.Johnson & B.G.Briggs und Oliniaceae Harv. & Sond. wurden in die Familie der Penaeaceae eingegliedert. Sie gehört zur Ordnung der Myrtales.
Die Familie Penaeaceae wird in zwei Tribus gegliedert und enthält etwa neun Gattungen mit etwa 30 Arten:
- Tribus Olinieae Horan.: Sie enthält nur eine Gattung:
  - Olinia Thunb.: Die fünf bis zehn Arten sind in Ostafrika, in der Capensis, in einem Gebiet in Westafrika und auf der Insel St. Helena beheimatet.
- Tribus Penaeeae DC.: Sie enthält etwa sieben Gattungen nur in der Capensis:
  - Brachysiphon A.Juss.: Von den etwa fünf Arten, gedeiht eine in den ariden Bergketten im zentralen-südlichen Südafrika und die anderen kommen nur im südwestlichen Westkap vor. Die Gattung wird auch zu Penaea gestellt.
  - Endonema A.Juss.: Die nur zwei Arten kommen nur in den Riversonderend-Bergen im Westkap vor. Die Gattung wird auch zu Penaea gestellt.
  - Glischrocolla (Endl.) A.DC.: Sie enthält nur eine Art:
    - Glischrocolla formosa (Thunb.) R.Dahlgren: Diese seltene Art ist ein Endemit im Westkap in den nördlichen „Hottentots Holland“-Bergen in Höhenlagen zwischen 1200 und 1400 Metern. Sie wird auch zu Penaea gestellt.

  - Penaea L.: Die etwa 10 Arten kommen von der Kap-Halbinsel bis Port Elisabeth in der Capensis vor, zum Beispiel:
    - Penaea mucronata L. Aus dieser und anderen Penaea-Arten soll früher das Sarkokoll-Harz (auch Sarcocolla und Persisches Gummi genannt) gewonnen worden sein, dies ist aber unwahrscheinlich, da diese Arten nur in Südafrika vorkommen.[4][5][6]

  - Saltera Bullock (Syn.: Sarcocolla Kunth): Mit nur einer Art. Die Gattung wird auch zu Penaea gestellt.
    - Saltera sarcocolla (L.) Bullock (Penaea sarcocolla L.): Sie kommt in der Capensis vor.

  - Sonderothamnus R.Dahlgren: Sie enthält ein oder zwei Arten in der Capensis. Die Gattung wird auch zu Penaea gestellt.
  - Stylapterus A.Juss.: Die etwa acht Arten besitzen meist sehr kleine Verbreitungsgebiete im südwestlichen Westkap. Die Gattung wird auch zu Penaea gestellt.

- Incertae sedis:
  - Rhynchocalyx Oliv.: Sie enthält nur eine Art:
    - Rhynchocalyx lawsonioides Oliv.: Es ist ein Endemit der östlichen südafrikanischen Provinzen KwaZulu-Natal und Ostkap, dort wächst in den Küstenwäldern entlang des Indischen Ozeans.